# Historical ~The Highest Nightmare~
Historical ~The Highest Nightmare~ — музыкальный сборник группы Nightmare, издан в 2010 году. В него вошли 2 диска, включающие в себя по 12 композиций в каждом, из которых только 1 песня новая..
На первом диске содержатся перезаписанные песни из первых трёх альбомов группы и песня Fly me to the Zenith из ранней демозаписи. Перезаписанные песни отличаются от оригинальных: звучанием гитар, которое стало более громким и мягким; изменением некоторых гитарных партий (например в песне livEVIL соло сыграно немного иначе, или в песне ~Believe~ удлинен начальный пройгрыш); вокалом, который стал более профиссиональным особенно сравнивая со звучанием первого альбома Ultimate Circus; все песни на первом диске и новая песня на втором диске имеют одинаковое звучание.
На втором диске содержатся избранные песни из альбомов: The World Ruler, Killer Show и Majestical Parade с неизменённым звучанием песен, и ранее не издававшейся песней - D Line of Tragedy.

## Список композиций
| №   | Название                   | Длительность |
| --- | -------------------------- | ------------ |
| 1.  | «~Believe~»                | 2:43         |
| 2.  | «Over»                     | 4:01         |
| 3.  | «HATE»                     | 3:43         |
| 4.  | «Akane»                    | 3:58         |
| 5.  | «Varuna»                   | 4:17         |
| 6.  | «Tokyo Shounen»            | 4:06         |
| 7.  | «Cyan»                     | 3:43         |
| 8.  | «Jibun no Hana»            | 4:44         |
| 9.  | «Яaven Loud speeeaker»     | 4:27         |
| 10. | «livEVIL»                  | 3:57         |
| 11. | «Fly me to the Zenith»     | 4:14         |
| 12. | «Kyokutou Ranshin Tengoku» | 4:09         |

| №   | Название            | Длительность |
| --- | ------------------- | ------------ |
| 1.  | «the WORLD»         | 3:59         |
| 2.  | «Alumina»           | 5:06         |
| 3.  | «Raison D’etre»     | 3:54         |
| 4.  | «Konoha»            | 4:58         |
| 5.  | «DIRTY»             | 3:50         |
| 6.  | «White Room»        | 4:21         |
| 7.  | «MELODY»            | 4:35         |
| 8.  | «Lost in Blue»      | 4:12         |
| 9.  | «NAKED LOVE»        | 4:08         |
| 10. | «the LAST SHOW»     | 4:12         |
| 11. | «Can you do it?»    | 4:12         |
| 12. | «D Line of Tragedy» | 3:58         |

## Позиция в чарте
Historical ~The Highest Nightmare~ достиг #14 позиции в хит-параде Oricon.